# Чуюнчи-Чупаново
Чуюнчи-Чупаново (баш. Суйынсы-Супан, тат. Чуенчы-Чупан) — село в Зилаирском районе Башкортостана России, входит в состав Дмитриевского сельсовета.

## История
Основано башкирами Усерганской волости Ногайской дороги на собственных землях. В  1765 году фиксировалась под названием Чупаново. В 1901 году здесь поселились безземельные крестьяне из села Чуюнчи Белебеевского уезда Уфимской губернии.

## Население
| 2002 | 2009 | 2010 |
| ---- | ---- | ---- |
| 232  | ↘183 | ↘137 |

## Географическое положение
Расстояние до:
- районного центра (Зилаир): 43 км,
- центра сельсовета (Дмитриевка): 15 км,
- ближайшей железнодорожной станции (Саракташ): 153 км.

## Известные уроженцы
- Гизатуллин, Баязит Хаматдинович (1 июля 1936 — 13 ноября 2011) — лыжник, многократный чемпион и призер СССР, России, ВЦСПС, победитель международных соревнований, участник Олимпийских игр в Инсбруке в 1964 году на дистанции 30 и 50 км, мастер спорта международного класса СССР.
- Гизатуллин, Хамид Нурисламович (род. 10 февраля 1932) — советский и российский экономист, специалист в области теории и практики экономико-математического моделирования металлургических процессов, академик РАН.